# Seddera spinosa
Seddera spinosa är en vindeväxtart som först beskrevs av Friedrich Vierhapper, och fick sitt nu gällande namn av Verdcourt. Seddera spinosa ingår i släktet Seddera och familjen vindeväxter. Inga underarter finns listade i Catalogue of Life.